# Захарія Олександр Миколайович
Олександр Миколайович Захарія (30 травня 1947 — 8 грудня 2018) — український науковець. Кандидат хімічних наук. Член наукової ради з проблеми аналітичної хімії Національної академії наук України.

## Життєпис
Народився 30 травня 1947 року в Одесі. Закінчив хіміко-технологічний факультет Одеського політехнічного інституту та хімічний факультет Одеського державного університету ім. І. І. Мечникова.
Олександр Захарія працював на кафедрі аналітичної хімії Одеського державного університету ім. І. І. Мечникова.
Директор Інституту стратегічних досліджень та прогнозів трансатлантичних процесів.
Був членом наукової ради з проблеми аналітичної хімії Національної академії наук України.
7 грудня 2018 року в Одесі біля парку імені Т. Шевченка його збив автомобіль.

## Основні напрями наукових досліджень
- Дослідження в області атомно-абсорбційного визначення елементів IY і YA груп періодичної системи в деяких металургійних продуктах.

## Сім'я
- Батько — Захарія Микола Федорович (1910—1989), був одним з найвідоміших в СРСР і за його межами спектроскопистів, який активно розвивав і впроваджував у практику виробничого контролю емісійний спектральний аналіз[4].
- Мати — Захарія Галина Петрівна, випускниця Одеської державної консерваторії ім. А. В. Нежданової[5].